# Bennington (Vermont)
Bennington – miejscowość w Stanach Zjednoczonych, w stanie Vermont, w hrabstwie Bennington. W 2007 roku miasto liczyło 9034 mieszkańców.

## Historia

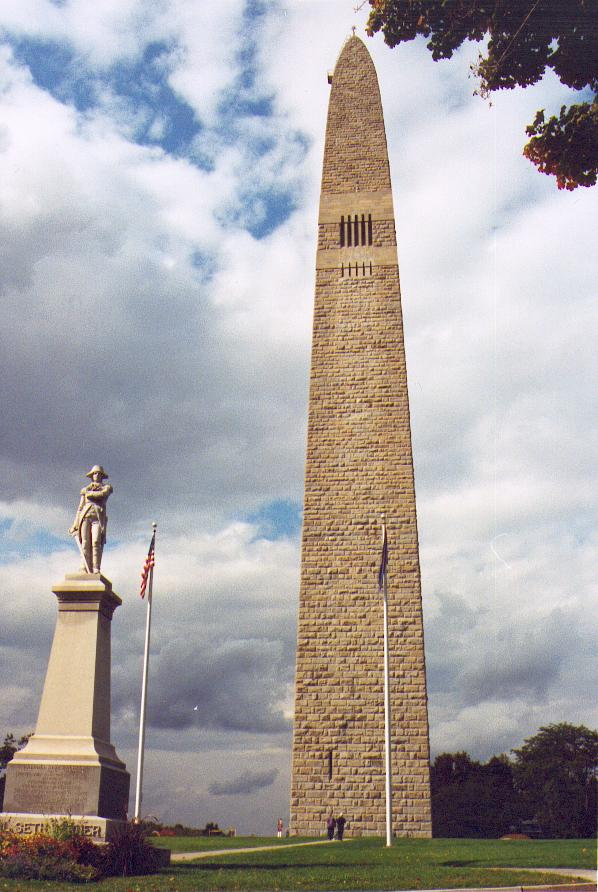
Obelisk upamiętniający bitwę pod Bennington

16 sierpnia 1777 roku, podczas wojny o niepodległość Stanów Zjednoczonych w pobliżu miasta rozegrana została bitwa pod Bennington.

## Szkoły wyższe
- Bennington College
- Southern Vermont College